# Quinta na Rua das Ambrozias
A Quinta na Rua das Ambrozias é um edifício na vila de Alcantarilha, no Município de Silves, em Portugal. 

## Descrição e história
O edifício consiste numa quinta isolada mas em ambiente urbano, situada junto ao Lavadouro Municipal de Alcantarilha. Foi provavelmente construído no século XIX.